# 盖尔哈特·伯恩哈德·范·哈尔
‌
盖尔哈特·伯恩哈德·范·哈尔（德語：Gerhard Bernhard van Haar；1760年4月6日—1837年2月20日）是普鲁士王国的一位教师，同时也是德国共产主义思想家弗里德里希·恩格斯的外祖父。
他出生于韦瑟尔的一个贫穷家庭，其家族起源于荷兰莱顿。他从事教师职业52年，曾任哈姆文理中学校长。他信奉虔敬主义。他的女儿伊丽泽·恩格斯嫁给工厂主弗里德里希·恩格斯，生下马克思主义创始人之一弗里德里希·恩格斯。弗里德里希·恩格斯至少有6个暑假在哈姆的外祖父家中度过数周，外祖父母也至少有6次到巴门与外孙共度假期。他在哈姆去世。